# Хомицер, Михаил Эммануилович
Михаил Эммануилович Хо́мицер (30 июня 1935, Харьков — 2 ноября 2002, Ришон-ле-Цион, Израиль) — советский, российский и израильский виолончелист, педагог, народный артист РСФСР.

## Биография
Михаил Эммануилович Хомицер родился 30 июня 1935 года в Харькове. В 1958 году окончил Московскую консерваторию (класс виолончели С. Н. Кнушевицкого). В 1961 году окончил аспирантуру у него же.
С 1957 года был солистом Московской филармонии, концертировал в СССР, гастролировал за границей. В 1965—1973 годы был участником трио вместе с пианистом Д. А. Башкировым и скрипачом И. С. Безродным. Выступал с оркестрами под управлением дирижёров К. П. Кондрашина, Е. Ф. Светланова, Г. Н. Рождественского, Й. Крипса, К. Цекки, З. Меты.
В репертуаре виолончелиста была классическая музыка, сочинения XX века, произведения советских композиторов Т. Хренникова, М. Вайнберга, Б. Тищенко, А. Шнитке, др.. Был первым в СССР исполнителем концертов Я. Акутагавы, А. Дютийё, Ж. Ибера. 
В 1961—1991 годах преподавал в Московской консерваторииа (с 1990 года — профессор), среди его учеников около 20 лауреатов международных конкурсов. В 1986—1987 годах был профессором Музыкальной академии им. Я. Сибелиуса в Хельсинки.
В 1994 году переехал в Израиль, где с 1995 года преподавал в Иерусалимской академии музыки имени С. Рубина (профессор).
С 1996 года преподавал в Тель-Авивской академии музыки. Среди его учеников победитель международного конкурса в Италии и лауреат конкурса имени Д. Шостаковича в Ганновере Г. Фаур и член «Иерусалимского квартета», лауреат международного конкурса имени Ф. Шуберта в Граце К. Злотников. Продолжал концертную деятельность. Первый исполнитель сочинения для виолончели соло М. Копытмана.
Умер 2 ноября 2002 года в Ришон-ле-Ционе.

## Награды и премии
- Заслуженный артист РСФСР (12.09.1979)[2].
- Народный артист РСФСР (1987).
- Лауреат международного конкурса имени Г. Вигана (1955), 1-я премия.
- Лауреат  Международного конкурса имени П. И. Чайковского (виолончель, 3-я премия) (1962).
- Лауреат международного конкурса имени П. Касальса (1963), 1-я премия.